# Fatu
Fatu (*29. červen 2000, Dvůr Králové nad Labem, Česko) je jedna z posledních dvou samic severního bílého nosorožce na světě. Zároveň je to poslední narozené mládě tohoto druhu.

## Život
Narodila se v ZOO Dvůr Králové jako čtvrtý nosorožec tuponosý severní v zajetí a první ve druhé generaci. Jejím otcem byl Saút a matkou Nájin. Při narození byla menší ale zato o to čilejší. První týdny jejího života bylo díky kamerám Českého rozhlasu možné sledovat v přímém přenosu.  V roce 2009 odletěla do Afriky spolu se samci Sudánem a Sunim, kde po jejich smrti žije v rezervaci Ol Pejeta Conservancy v Keni spolu se svou matkou Nájin.

## Socha
15. března 2018 byla v New Yorku odhalena socha Poslední tři posledních tří žijících bílých severních nosorožců, která zobrazuje Sudána, Nájin a Fatu.